# David Stewart (homme politique écossais)
Pour les articles homonymes, voir David Stewart et Stewart.
David John Stewart (né le 5 mai 1956) est un homme politique écossais qui est membre du Parlement écossais (MSP) pour la région des Highlands et des îles de 2007 à 2021. Membre du Parti travailliste écossais, il est député d'Inverness East, Nairn et Lochaber de 1997 à 2005.

## Biographie
Il se présente sans succès pour la circonscription d'Inverness East, Nairn et Lochaber en Écosse en 1987 et 1992. Avant 1997, il est membre du comité exécutif écossais du parti travailliste.
Le 1er mai 1997, il est élu député travailliste de la circonscription d'Inverness East, Nairn et Lochaber en Écosse et est réélu aux élections suivantes en 2001. Pendant son mandat de député, il est membre des comités spéciaux des affaires écossaises et du travail et des pensions. Il est secrétaire parlementaire privé d'Alistair Darling, Secrétaire d'État pour l'Écosse de 2003 à 2005. En 2005 la circonscription est redécoupée à Inverness, Nairn, Badenoch et Strathspey et il se présente aux élections mais perd face au candidat libéral démocrate Danny Alexander.
Après avoir quitté les Communes le 5 mai 2005, Stewart trouve un emploi en juillet 2005 en tant que directeur adjoint des affaires rurales avec le Conseil écossais pour les organisations bénévoles.
En mai 2007, il revient à la vie parlementaire, cette fois au Parlement écossais comme député de liste pour la région électorale des Highlands and Islands. En octobre 2008, le leader travailliste au Parlement écossais, Iain Gray, le nomme whip en chef du parti travailliste à Holyrood. En septembre 2019, il est nommé secrétaire du cabinet fantôme du Labour pour l'éradication de la pauvreté et des inégalités sous la direction de Richard Leonard. En juin 2020, il annonce qu'il se retirerait du Parlement lors des élections suivantes.
Stewart soutient Anas Sarwar lors de l'élection à la direction du parti travailliste écossais de 2021.

## Vie privée
Il est marié à Linda, qui s'est présentée aux élections du Parlement écossais de 2007 en tant que candidate du Parti travailliste pour la circonscription d'Inverness East, Nairn et Lochaber, mais n'a pas été élue. Ils ont tous deux été sélectionnés par les membres du parti pour se présenter comme candidats travaillistes dans les circonscriptions du nord de l'Écosse pour les élections du Parlement écossais de 2016.